# Cruz de Muiredach

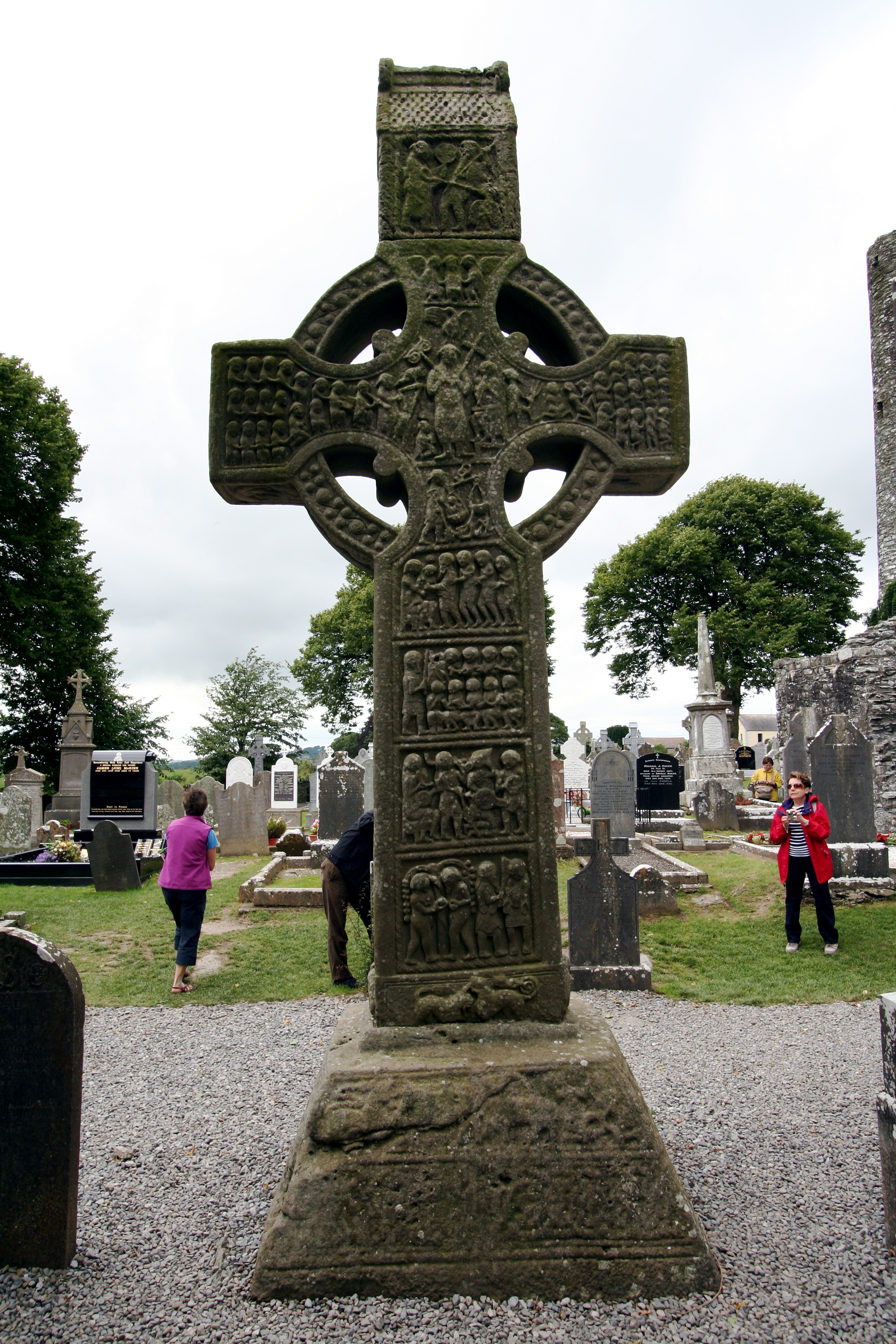
Cara Este de la Cruz.

La Cruz de Muiredach es una gran cruz celta del siglo X, o posiblemente del IX, de 5.5 metros de altura situada en Monasterboice en el condado de Louth en la República de Irlanda.
Hay otras dos cruces monumentales en Monasterboice; localmente, a esta cruz se la conoce como la Cruz del sur. La cruz de Muiredach es el ejemplo más impresionante que queda de escultura irlandesa de la Alta Edad Media, y las cruces en Monasterboice se consideran la mayor contribución de Irlanda a la escultura europea. Recientemente, se han suscitado dudas sobre el estado de conservación de la cruz de Muiredach; y se ha sugerido que la cruz posiblemente debería protegerse en algún recinto a cubierto de las inclemencias meteorológicas.

## Antecedentes: cruces monumentales en Irlanda

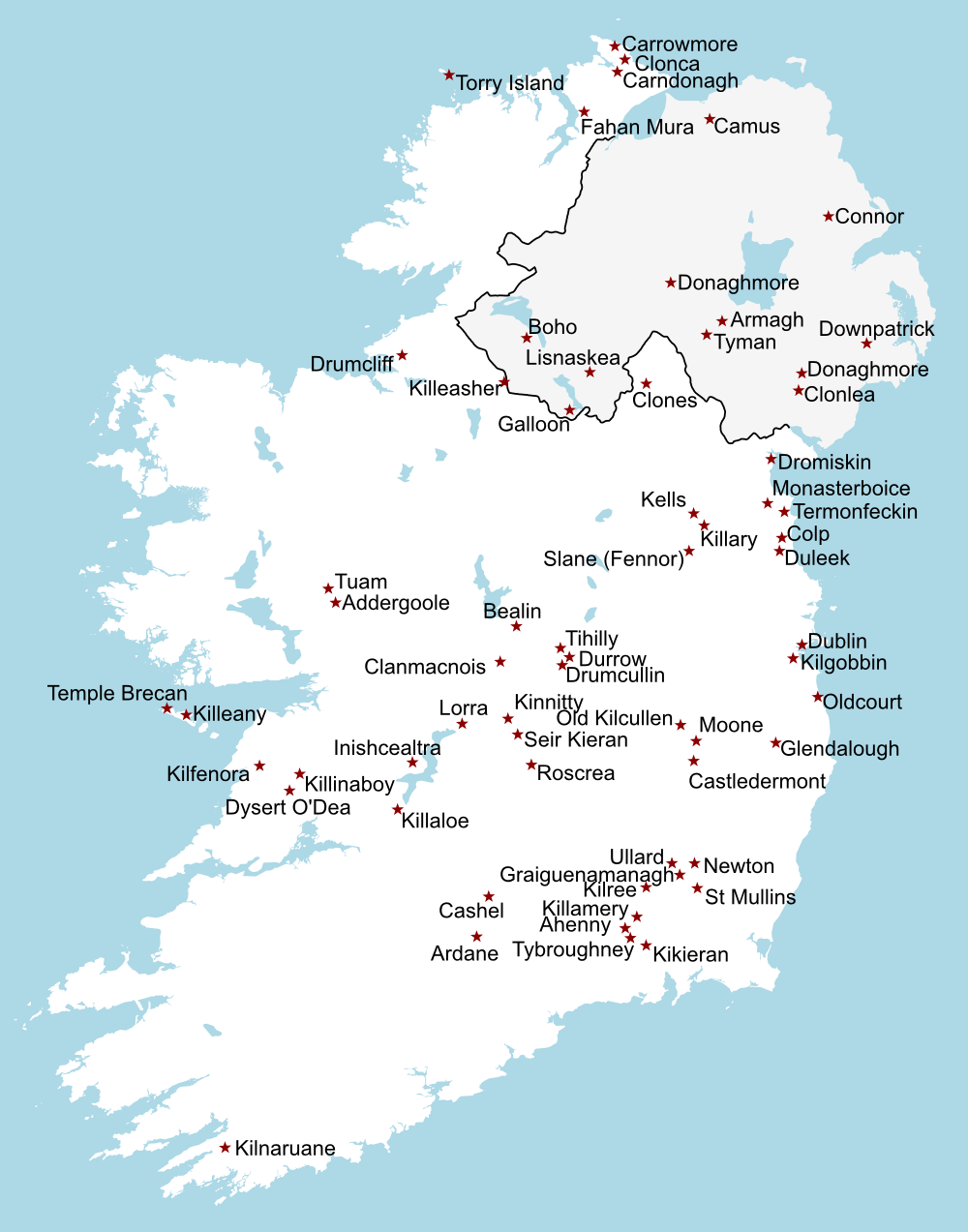
Ubicación de las cruces monumentales en Irlanda.

Las cruces monumentales irlandesas están reconocidas internacionalmente como iconos de la Irlanda altomedieval. Se encuentran habitualmente en antiguos lugares con iglesias y pueden ser lisas o decoradas. Las cruces monumentales sirvieron para una variedad de funciones incluyendo usos litúrgicos, ceremoniales y simbólicos. También eran señales para una zona de santuario alrededor de una iglesia; así como puntos focales para mercados, que crecieron alrededor de los lugares donde estaban las iglesias. Las "más grandes", o "clásicas", de las cruces monumentales irlandesas se puede encontrar en abadía de Durrow, la abadía de Kells, y en Monasterboice. Estas cruces monumentales están decoradas con paneles grabados con temas bíblicos; y se cree que fueron influidos por la antigüedad tardía y la Roma altomedieval. Tales cruces monumentales «clásicas» comprenden el mayor conjunto de escultura bíblica de toda Europa, en el último cuarto del primer milenio d. C. Los paneles esculpidos se cree que originariamente estuvieron pintados, aunque no hay restos de pintura hoy. Sobre tales cruces monumentales, la cara oriental tiende a mostrar escenas del Antiguo Testamento y del Apocalipsis; mientras que la occidental muestra escenas del Nuevo Testamento. Las cruces monumentales pueden datarse a partir de las inscripciones que tienen; y es difícil datar la mayoría de las que están lisas y sin decorar. La más antigua de las cruces monumentales irlandesas, en Kinnity, condado de Offaly, ha sido datada en 846–862 d. C. Tanto la cruz de Muiredach como la Cruz de las Escrituras en Clonmacnoise han sido datadas hacia alrededor de 900–920. Las cruces monumentales se cree que se originaron como versiones en piedra de cruces en madera o metal; y las cruces de piedra que han llegado a la actualidad se considera que son la última fase de desarrollo de la cruz monumental. Se cree que hubo formas tempranas realizadas en madera, con paneles ornamentales de chapa de bronce; ya habrían sido mucho más pequeñas que las grandes cruces monumentales que hoy sobreviven. Se considera que las cruces monumentales irlandesas derivan de cruces de piedra en la isla de Gran Bretaña, donde se hicieron populares en el siglo VIII.

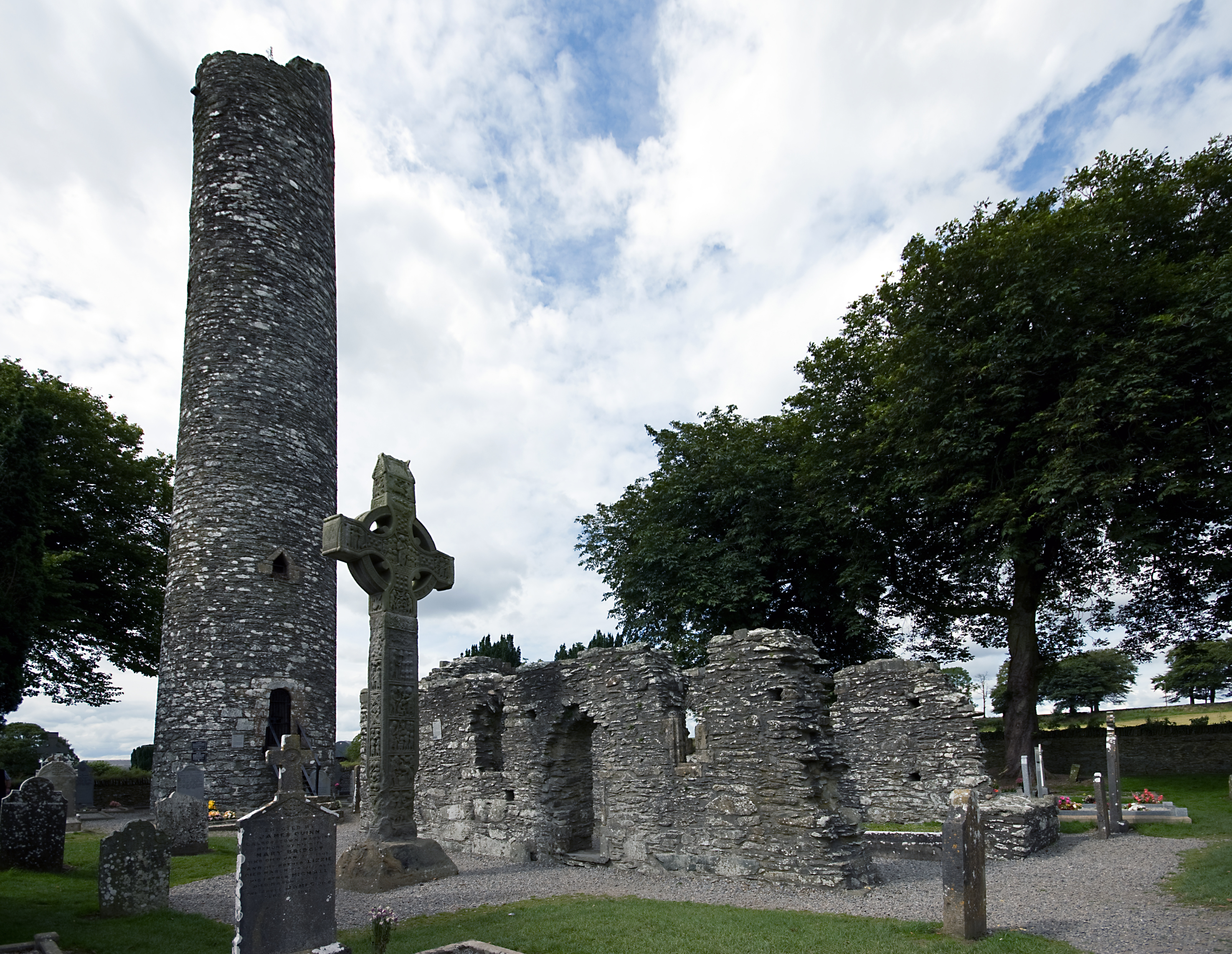
Arruinado Monasterboice hoy. Se ve una torre redonda, las ruinas de la iglesia y una de las tres cruces monumentales altomedievales.

La cruz monumental de Muiredach es una de las tres que sobreviven en Monasterboice (Gaeilge: Mainistir Bhuithe, «monasterio de Buithe»). El lugar monástico se dice que fue fundado en el siglo VI, por san Buithe. Es famoso por estas cruces de los siglos IX-X, especialmente la Cruz Monumental de Muiredach. Estas cruces están talladas todas en arenisca y se refieren a ellas como la del Norte, Oeste y Sur. No se sabe si están en sus posiciones originales. La Cruz del sur que es a la que se conoce habitualmente como Cruz de Muiredach porque hay una inscripción en la parte inferior de su cara occidental. En la inscripción se lee ÓR DO MUIREDACH LAS NDERNAD IN CHROS, que significa en gaélico «una oración para Muiredach que encargó esta cruz». Se cree que este Muiredach es probablemente Muiredach mac Domhnall (m. 923), quien fue uno de los abades más célebres del monasterio; también fue abad-electo de Armagh y también el steward (lugarteniente) del Uí Néill meridional. Hay, sin embargo, otro abad llamado Muiredach que murió en 844. Otra posibilidad es que Muiredach se refiriera a Muiredach mac Cathail (m. 867); un rey cuyo territorio incluía el lugar del monasterio.
La cruz mide alrededor de 5,8 metros de alto; incluyendo la base, que mide 69 cm. La cruz está realizada en arenisca que es de color amarillo. La parte vertical de la cruz está tallada en un solo bloque de arenisca; la base y el remate en lo alto están tallados con piedras diferentes. La base tiene la forma de una pirámide truncada de cuatro lados. Mide 66 cm en lo alto y 1,45 m abajo; se estrecha desde 1,12 m a 1,02 m en lo alto. La parte vertical es rectangular y mide 1,98 metros de alto; 66 cm por 51 cm en lo bajo estrechándose a 71 cm por 48 cm en lo alto. La piedra que lo remata, está tallada con la forma de una casa, con un tejado inclinado; y tiene un remate en forma de media lugar al final. Se cree que semejantes remates en forma de casas pueden representar relicarios, que, como el relicario Monymusk, adoptaron habitualmente esta forma en el Cristianismo irlandés.
Cada pieza de la cruz está dividida en paneles que están tallados. Se conservan muy bien, aunque originalmente seguro que tenían más detalle. A pesr de todo, detalles sobre la ropa, las armas, y otras coas, aún se pueden distinguir claramente. Los temas bíblicos predominan en los paneles tallados; aunque hay piezas que presentan algunas formas geométricas y ornamentos entrelazados.
El arqueólogo irlandés del siglo XX Robert Alexander Stewart Macalister señaló que hay 124 figuras esculpidas en los paneles de la cruz —119 de los cuales se muestran en algún tipo de vestido. La cruz no se diferencia de otras formas de arte insular donde el artista ha representado a la gente en trajes contemporáneos. Salvo una figura, el resto tiene la cabeza descubierta. La única figura que lleva tocado es Goliat, que luce un yelmo cono. Generalmente el pelo se lleva cortado en una línea recta sobre la frente, aunque en algunos casos se ve claro que está rizado. Muchas de las figuras tienen la cara lampiña, aunque varios llevan bigotes muy largos, cuyas pesadas puntas llegan hasta la barbilla. Hay muy pocas barbas representadas; los personajes barbudos son Adán, Caín, Moisés y Saúl. Macalister considera que el artista destacó en los motivos geométricos y abstractos que aparecen en la cruz. Sobre el anillo que rodea la cabeza de la cruz, hay 17 motivos diferentes. Macalister afirmó que esta ornamentación se puede clasificar en tres categorías: espiral, entrelazado, y motivos geométricos.

### Preocupación por la conservación de la Cruz
Se ha suscitado preocupación recientemente sobre la seguridad y la protección de la cruz. En 2004 Barry McGahon, presidente de Monasterboice Tour Guides, afirmó a un periódico irlandés que no estaba bien protegida; y sugirió que una barra alrededor de la cruz mantendría temporalmente a la gente alejada de ella. McGahon afirmó que la cruz había empezado a tardar más en secarse y que parecía como si la lluvia estuviera metiéndose en ella. Añadió que la lluvia ácida y la contaminación atmosférica de la recientemente abierta autopista M1 tendría efectos adversos sobre la cruz. En 2008, Peter Harbison, profesor de arqueología, aconsejó que se llevara a un espacio interior para protegerlas de los elementos. Afirmó que si no se las protegía de esta manera, las cruces continuarían decayendo, pues la arenisca se descompone fácilmente.

### Propuesto como lugar Patrimonio de la Humanidad
Hacia 2008 Harbison afirmó que las cruces en Monasterboice podían ser consideradas la mayor contribución de Irlanda a la escultura europea. En abril de 2009 The Irish Times informó que el Gobierno de Irlanda iba a proponer una lista de lugares, entre ellos Monasterboice, a la UNESCO para ser considerados un lugar Patrimonio de la Humanidad. El 8 de abril de 2010 los «Early Medieval Monastic Sites» (Lugares monásticos altomedievales) fueron propuestos para entrar en la lista de lugares Patrimonio de la Humanidad, como ejemplos representativos de monasterios altomedievales en Irlanda, que personifican el rico pasado cultural e histórico de la iglesia celta, teniendo un papel destacado en el desarrollo artístico y educativo de Europa.

## Descripción de los paneles

### Cara este
- Panel 1. Este panel representa a dos santos ermitaños, los santos Antonio y Pablo de Tebas, sosteniendo una hogaza de pan, con un cuervo sentado en el suelo a su lado. Este panel está relacionado con el panel 1 de la cara norte, que muestra a Antonio y Pablo reuniéndose.[13]
- Panel 6. No se sabe bien lo que representa. J. Romilly Allen sugirió que se trataría de un alma llevada al cielo por dos ángeles.[14] Macalister cree que representa al Recording angel[15].[cita requerida]
- Panel 7. Este panel representa el Juicio final. Contiene más de 45 figuras; en el centro, Jesús está en pie, con un cetro decorado con motivos florales en la mano derecha y la Cruz de la Resurrección en la izquierda. Sobre la cabeza de Cristo hay un pájaro, posiblemente un fénix, el símbolo de la Resurrección. A los pies de Cristo una figura pequeña se arrodilla, con un libro abierto sobre la cabeza.[14] Macalister consideraba que probablemente representa a un ángel con el Libro de la Vida.[16] A la derecha de Cristo está David entronizado, tocando el arpa, sobre el que descansa el Espíritu Santo en forma de paloma; detrás hay un coro de ángeles tocando instrumentos. A la izquierda de Cristo están las Almas Perdidas, conducidas lejos de Cristo por una criatura diabólica que sostiene un tridente.[14]
- Panel 8. Este panel muestra tres figuras: Miguel, el Demonio y un humano. A Miguel se le muestra pesando en una balanza el alma de un humano. La balanza está colgada de una cadena de un larguero que hay arriba. El demonio está postrado debajo, al tiempo que intenta tirar hacia abajo de la escala vacía de la balanza para influir en su favor Miguel también sostiene una vara y la está dirigiendo contra la cabeza del Demonio.[14][17][18] Macalister observó que esta escena no está documentada en ninguna otra cruz monumental irlandesa.[18]
- Panel 9. Este panel representa la Adoración de los Reyes Magos. Usualmente, se representan tres Reyes Magos, debido a los tres regalos de oro, incienso y mirra. Sin embargo, a veces, probablemente por razones de simetría, se representan como un grupo de cuatro, como ocurre en este panel, liderados por un san José el Comprometido, con barba larga y viejo.[19] Sobre la cabeza de cristo está la estrella de Belén.[20]
- Panel 10. Este panel representa a Moisés sacando agua de la roca. Representan a Moisés con un báculo, frente a una multitud de israelitas sedientos, mientras el agua mana de un agujero. Las dos filas de israelitas se pretende seguramente que representen a la gente unos junto a otros; y esto es otro ejemplo del problema de perspectiva en semejantes tallas. La escena es elegida por su aplicación tipológica neotestamentaria, pues Cristo es la roca espiritual, la fuente del agua de la vida. La escena aparece en las catacumbas y otros lugares del arte paleocristiano; pero es muy raro en el arte insular.[21]
- Panel 11. Este panel representa la batalla entre David y Goliat. Los dos combatientes se alzan en mitad del panel, y se supone que quiere representárselos como si estuvieran en primer plano; a ambos lados de los combatientes hay figuras que seguramente se pretendía que quedaran en segundo plano. David tiene un cayado de pastor sobre el hombro, y en la otra mano sostiene una honda, colgando abierta para mostrar que la piedra ya ha sido lanzada. Sobre su hombro hay una especie de bolsa donde guarda las piedras. Goliat está de rodillas, con una mano en la frente, para mostrar que ha sido golpeado allí. Luce un yelmo cónico y es el único personaje de la cruz con la cabeza cubierta. Tiene un escudo redondo y una daga corta. A la izquierda de los dos combatientes hay una figura sentada, probablemente el rey Saúl, que también lleva un escudo redondo y una espada corta, y bebe de un cuerno. La cuarta figura, a la derecha de los combatientes, es según Macalister, probablemente Jonatán, aunque esta figura puede representar también al armero de Goliat.[22]
- Panel 12. Este es un panel doble, que contiene dos escenas. La de la izquierda representa a Adán y Eva, de pie junto al árbol prohibido, que está cargado de fruta. Alrededor del árbol está la serpiente, que está susurrando al oído de Eva, quien está entregando la manzana a Adán. Según Macalister, esta es una de las escenas más comunes de las cruces monumentales (sin embargo, no está en la cruz más alta de Monasterboice). Esta escena ofrece una explicación de cómo apareció el pecado en el mundo; la siguiente escena muestra el primer asesinato. La escena de la derecha representa a Caín y Abel. Caín aparece como un hombre de mediana edad con una barba, que agarra a Abel, representado como un joven lampiño, y hunde un cuchillo de carnicero en su cabeza.[23]
- Panel 13. Este panel muestra a dos animales jugando; Macalister cree que pueden ser leones.[24]

#### PanelesAyB
Estos paneles aparecen en la parte inferior de la cruz.
- Panel B. Está en la parte baja de uno de los brazos de la cruz. Muestra una mano rodeada por nubes de forma convencional. Este panel representa la mano de Dios o Dextra Dei, que se ha usado durante mucho tiempo como un símbolo cristiano.[25] Con pocas excepciones, no fue hasta el siglo XII cuando los artistas se atrevieron a hacer una representación completa de Dios. Antes, la forma habitual de representar a Dios era mostrando una mano que sale de entre las nubes. Según Macalister esta escena no tiene relación con ninguna de las otras esculpidas en la cruz. Consideraba que como aparece debajo, donde los que pasasen por allí podían ver la mano sobre sus cabezas, que la Mano de Dios estaba extendida hacia el transeúnte.[26] La mano roja del Úlster pudo basarse en un motivo mitológico; sin embargo, también pudo basarse en la Dextra Dei.[25]

### Cara oeste
- Panel 1a. El panel representa a Moisés en el monte Sinaí, con Aarón y Hur aguantando sus manos.[27]
- Panel 11. Este panel representa la Crucifixión de Cristo. La figura central es Cristo en la cruz. Está totalmente vestido, lo que es normal en las representaciones europeas de la Crucifixión en aquella época. Sus brazos se extienden en horizontal. El que lleva la lanza y el de la esponja están colocados simétricamente a ambos lados de Cristo. MacAlister cree que los dos bultos circulares que aparecen entre ellos y Cristo probablemente representen al sol y la luna, refiriéndose a la oscuridad en la Crucifixión. MacAlister afirmó que es dudoso lo que representa el pájaro a los pies de la cruz; según algunos simboliza la resurrección, y otros creen que es la paloma de la paz.  Hay un pájaro similar sobre la Crucifixión en la cruz monumental en Kells. Afuera de los soldados hay dos figuras pequeñas, una mujer y un hombre, sobre una rodilla, probablemente representando a la Virgen María y a Juan.[28]
- Panel 13. MacAlister creyó que este panel probablemente representaba la comisión que se marcha de la Cisto ascendiendo a sus apóstoles. La figura central (Cristo) está sentada; un reposapiés con forma de cabeza de animal aparece entre sus pies. Entrega un rollo a la figura de la izquierda y un libro a la de la derecha. MacAlister afirmó que esta figura a la derecha es Juan, pues aparece su símbolo (probablemente un águila) sobre su cabeza.[29]
- Panel 14. Este panel presenta tres figuras. La del medio tiene su mano alzada en forma de bendición. La figura de la izquierda está extendiendo su dedo y tocando el lado de la figura central. MacAlister consideró que este panel representaba la Incredulidad de Tomás, que es lo que ahora todo el mundo acepta; si es así, sería bastante único dentro de las cruces irlandesas,[30] aunque la escena se encuentra a menudo en el arte cristiano altomedieval de otros lugares.
- Panel 15. Este panel muestra a tres hombres; se cree que representa el Prendimiento de Jesús en el jardín de Getsemaní. El panel muestra a Cristo con un báculo y arrestado por dos hombres con equipación militar. Una representación similar a esta escena se encuentra en el Libro de Kells, y también aparece en la Cruz del rey Flann en Clonmacnois.[30]
- Paneles A y B. Véase la sección relativa a la cara este para una descripción detallada.

### Cara norte
- Panel 5. No se sabe seguro qué es lo que representa este panel. Muestra a tres ángeles, una figura sentada que tiene algo incomprensible, y otras dos figuras, una de las cuales parece desnuda, sosteniendo varas. MacAlister propuso que este panel podría representar la Flagelación de Cristo, pero no quedó satisfecho con esta hipótesis.[31]

### Cara sur
- Panel 1. Este panel muestra a un jinete, y por encima un dibujo dañado por el tiempo de espirales que son difíciles de distinguir. Macalister propuso que este panel representaría uno de los jinetes místicos descritos en el Apocalipsis.[27]
- Panel 5. Este panel representa a Pilatos lavándose las manos.[31][32] El Evangelio según san Mateo afirma que antes de condenar a Jesús a muerte, Pilatos se lavó las manos con agua enfrente de la multitud, diciendo «Soy inocente de la sangre de este justo; ¡allá vosotros!».[33]
- Panel 9. Este panel muestra una planta retorciéndose; en seis de las espirales hay un animal alzando sus patas traseras. Las patas traseras de los dos animales de en medio se entrelazan para ser parte de un calado en el medio del panel. En lo alto del panel hay dos pájaros comiendo.[34]

## Para saber más
- Roe, Helen M. (1981). Monasterboice and its Monuments. Dundalk: County Louth Archaeological Association.